# قره‌خان تالشی
قره‌خان تالشی (انگلیسی: Qara xan؛ – درگذشت ۱۷۸۶) فرد نظامی و از خان‌های حاکم بر خانات تالش بود.

## اوایل زندگی
سید عباس، پدر قره‌خان، از نوادگان پیامبر اسلام بود و از تالش جنوبی (گیلان امروزی) به منطقه گشتاسفی مهاجرت کرد. او با آهو خانم، خواهر بیگ، از اهالی روستای برادیگاه اسد-بیگ ازدواج کرد. حاصل این ازدواج سید جمال‌الدین (قره‌خان) بود.
در سال ۱۷۳۶ سید عباس، سید جمال‌الدین را به خدمت نادرشاه در سوقووشان فرستاد. جالب است که جمال‌الدین بیگ در این دیدار به دلیل رنگ پوست سوخته خود، نام مستعار قره (سیاه) را دریافت کرد. سید جمال‌الدین در سفر به داغستان به دلیل شجاعت‌هایش در نبرد لقب خان را از نادرشاه دریافت کرد و به قره‌خان معروف شد.

## خانات تالش
پس از کشته شدن نادرشاه در ۱۷۴۷، شمار فراوانی از خان‌نشین‌ها و حکومت‌های محلی در اران و شروان (جمهوری آذربایجان کنونی) شکل گرفتند که یکی از آن‌ها خانات تالش بود. پس از مرگ سید عباس، سرپرستی خانات به پسرش یعنی قره‌خان رسید. قره‌خان استحکامات مرزها را تقویت کرد و ارتش دائمی ایجاد کرد.  وی برای تقویت دولت مرکزی، زمینهای فئودال‌های ناراضی را به خانات افزود.
برای محافظت از خانات در برابر حملات دیگران، پایتخت را به لنکران منتقل کرد. در این دوره، لنکران به یک شهر بندری مهم در سواحل دریای کاسپین تبدیل شد. قره‌خان دیوارهای شهر، کاخ فرمانروایی، مسجد، حمام، بازار و کاروانسراهایی را ساخت؛ همچنین دو بازار کوچک و بزرگ نیز در شهر وجود داشت که آن‌ها را مرمت و بازسازی کرد.
در زمان حکومت قره‌خان روابط میان کریم‌خان زند و او رو به وخامت رفت. متحد کریم‌خان هدایت خان که خان گیلان بود در سال ۱۷۶۸ به خانات تالش حمله کرد و سربازان قره‌خان را شکست داد. قره‌خان وادار به پرداخت مالیات به هدایت خان شد. قره‌خان برادرش کربلایی سلطان را به نزد خان خانات قبه فتحعلی‌خان قبه‌ای فرستاد تا از آن‌ها کمک بگیرد. در سال ۱۷۸۵، خانات تالش به سرزمین‌های متحد فتحعلی‌خان پیوست.  سرانجام قره‌خان در سال ۱۷۸۶ درگذشت و پس از مرگ او پسرش میر مصطفی خان بر تخت فرمانروایی نشست